# Perunika
Perunika (en serbe cyrillique : Перуника) est un village de Serbie situé dans la municipalité de Kuršumlija, district de Toplica. Au recensement de 2011, il comptait 30 habitants.

## Démographie
| 1948 | 1953 | 1961 | 1971 | 1981 | 1991 | 2002 | 2011 |
| ---- | ---- | ---- | ---- | ---- | ---- | ---- | ---- |
| 389  | 420  | 310  | 185  | 139  | 90   | 64   | 30   |

|  |